# Karl Alfred von Zittel
Karl Alfred Ritter von Zittel (Bahlingen, 25 september 1839 - 5 januari 1904) was een Duitse paleontoloog, vooral bekend om zijn Handbuch der Palaeontologie (1876-1880).

## Biografie
Karl Alfred von Zittel werd geboren in Bahlingen in het Groothertogdom Baden. Zijn vader Karl was een vooraanstaande liberale geestelijke in Baden. Hij werd opgeleid aan de Universiteit van Heidelberg, de Universiteit van Parijs en de Universiteit van Wenen. Voor een korte periode was hij lid van de Geologische Dienst van Oostenrijk, en werkte hij als assistent in het mineralogisch museum in Wenen. In 1863 werd hij leraar geologie en mineralogie aan de hogeschool van Karlsruhe, en drie jaar later volgde hij Albert Oppel op als professor in de paleontologie aan de Universiteit van München, met de verantwoordelijkheid voor de staatscollectie van fossielen.
In 1880 werd hij benoemd tot geologisch hoogleraar en uiteindelijk tot directeur van het natuurhistorisch museum van München. Zijn eerdere werk omvatte een monografie over de tweekleppige weekdieren uit het Krijt van Gosau (1863-1866) en een essay over het Tithonische toneel (1870), beschouwd als gelijkwaardig aan de Purbeck Group en Wealden-formaties.
In 1873-1874 begeleidde hij de expeditie van Friedrich Gerhard Rohlfs naar de Libische woestijn, waarvan de belangrijkste resultaten werden gepubliceerd in Über den geologischen Bau der Libyschen Wuste (1880), en verdere details in de Palaeontographica (1883). Zittel werd onderscheiden voor zijn paleontologisch onderzoek. In 1885 werd hij in de ridderstand verheven; voor die tijd noemde hij zich Karl Zittel. Van 1869 tot het einde van zijn leven was hij hoofdredacteur van de Palaeontographica.
In 1876 begon hij met de publicatie van zijn grote werk Handbuch der Palaeontologie, dat in 1893 in vijf delen werd voltooid; het vijfde deel over paleobotanie werd voorbereid door W.P. Schimper en A. Schenk. Om zijn werk zo betrouwbaar mogelijk te maken maakte Zittel speciale studies van elke grote groep, te beginnen met de fossiele sponzen, waarover hij een monografie publiceerde (1877-1879). In 1895 publiceerde hij een samenvatting van zijn grotere werk Grundzuge der Palaeontologie.
Hij was auteur van Aus der Urzeit en Die Sahara (1883). In 1899 publiceerde hij Geschichte der Geologie und Palaeontologie bis Ende des 19 Jahrhunderts, een monumentale geschiedenis van de vooruitgang van de geologische wetenschap. Zittel was vanaf 1899 voorzitter van de Koninklijke Beierse Academie van Wetenschappen en in 1894 ontving hij de Wollaston-medaille van de Geological Society of London.

## Overlijden
Karl von Zittel overleed in januari 1904 op 64-jarige leeftijd.